# Nowy Łuh
Nowy Łuh (biał. Новы Луг; ros. Новый Луг) – osiedle na Białorusi, w obwodzie mińskim, w rejonie soligorskim, w sielsowiecie Akciabr.